# Club Atlético Talleres (Remedios de Escalada)
Il Club Atlético Talleres, conosciuto come Talleres de Remedios de Escalada, o semplicemente Talleres, è una società calcistica argentina con sede nella città di Remedios de Escalada, nell'area metropolitana della Grande Buenos Aires.
Attualmente milita nella Primera B Nacional (seconda divisione argentina di calcio).
In questo club è cresciuto Germán Denis ed ha giocato per una stagione, ad inizio carriera, Javier Zanetti.

## Rose delle stagioni precedenti
- 2008-2009

## Palmarès

### Nazionale
- Primera C Metropolitana: 2

1970, 1978
- Primera B Metropolitana: 1

2023
- Primera B (1): 1987-1988